# Красный Кордон (Северо-Казахстанская область)
Красный Кордон (каз. Красный Кордон) — упразднённое село в Айыртауском районе Северо-Казахстанской области Казахстана. Входило в состав Гусаковского сельского округа. Код КАТО — 593239500. Ликвидировано в 2015 году.

## Население
В 1999 году население села составляло 120 человек (58 мужчин и 62 женщины). По данным переписи 2009 года в селе проживал 1 человек (1 мужчина).